# Chaetodus fraternus
Chaetodus fraternus is een keversoort uit de familie Hybosoridae. De wetenschappelijke naam van de soort is voor het eerst geldig gepubliceerd in 1994 door Martínez.